# Doina (Vorname)
Doina ist ein weiblicher Vorname.

## Herkunft und Bedeutung
Der Name stammt vom Rumänischen doină, was Volkslied bedeutet.

## Bekannte Namensträgerinnen (Auswahl)
- Doina Bumbea (1950–möglicherweise 1997), rumänische Künstlerin
- Doina Cornea (1929–2018), rumänische Dissidentin und Menschenrechtlerin
- Doina Ignat (* 1968), rumänische Ruderin
- Doina Melinte (* 1956), rumänische Leichtathletin
- Doina Pană (* 1957), rumänische Politikerin
- Doina Rotaru (* 1951), rumänische Komponistin
- Doina Weber (* 1956), deutsche Theater- und Filmschauspielerin